# Oronotus vincibilis
Oronotus vincibilis är en stekelart som först beskrevs av Cresson 1867.  Oronotus vincibilis ingår i släktet Oronotus och familjen brokparasitsteklar. Inga underarter finns listade i Catalogue of Life.